# 錳方解石

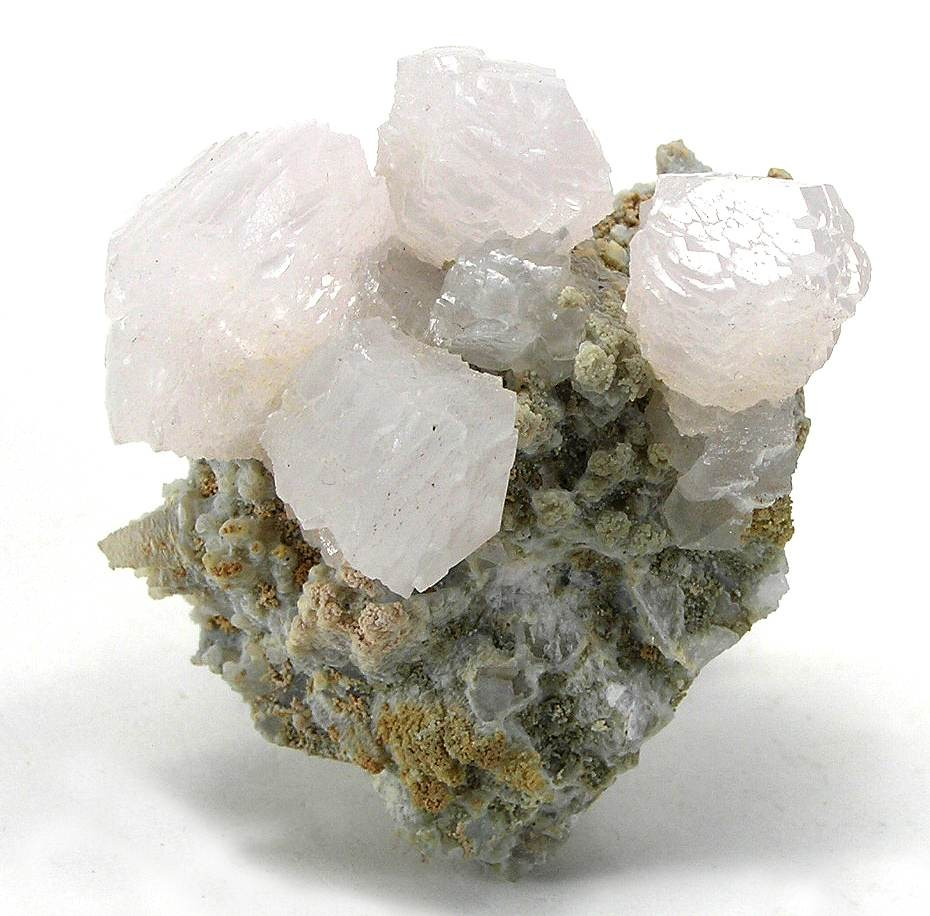
錳方解石

錳方解石（英語：Manganoan calcite or manganocalcite） 是一種含錳的方解石，呈粉紅色。 其化學式為(Ca,Mn)CO3。 它最初是從斯洛伐克共和國的 Banská Štiavnica 礦區報導的， 但廣泛分佈於世界各地，特別是在墨西哥奇瓦瓦州以及保加利亞。
錳方解石有時會與菱錳礦混淆。 錳方解石含錳量因地而異，該礦物為方解石和菱錳礦之間的固溶體系列之一員，錳含量越高顏色越紅。

### 結晶學特征
大部分方解石的成分均极接近纯CaCO3，不过由于Ca2+和Mn2+可互相取代，因此方解石与菱锰矿(MnCO3)能形成完全的固溶体，至于成份介于两者之间的，即称为锰方解石。
锰方解石屬六方晶系，多呈菱面体、偏三角面体、柱状、板状块状、粒状、钟乳状、土状、片状、钉头状、犬牙状。
莫氏硬度 3.0，具玻璃光泽，比重2.6-2.8，具荧光性。
方解石也是最常见的荧光矿物，因为有各种不同的成分，因此能呈现出各种不同的荧光现象，譬如说红色和粉红色的荧光通常是由铅与锰所造成的。

### 产状
锰方解石在锰含量较少的时候类似方解石，当锰含量高时较似菱锰矿。方解石的产状可以区分为沉积型、热液型、热变质型及风化型几种。方解石在岩石中极为普遍，尤其以沈积岩及变质岩更为重要，下列环境中都可找到方解石的踪迹:（1）海相沈积形成之石灰岩（石灰岩主要由方解石组成）；（2）石灰岩经变质再结晶作用，形成的大理岩；（3）产于热液矿床中，常与方铅矿、闪锌矿共生；（4）在石灰岩地区形成钟乳石地景之洞穴沈积；（5）产于玄武岩流的杏仁孔穴中.
中國錳礦主要成礦時代為震旦系和泥盆系，而世界其他地區的錳礦屬元古代、白堊紀和漸新世。根據成因方式，中國錳礦床可分為六種類型。 其中沉積礦床是商業錳礦床的主要類型。
在中國71%以上的锰儲量為沉积型礦藏，而锰方解石是分佈最廣的沉积型之一。例如在东湘桥锰矿，除了锰方解石以外，其它碳酸锰礦物包括菱錳礦, 鈣菱錳礦（calcio-rhodochrosite）, 锰白云石（kutnohorite）, 錳方解石等。這些碳酸锰礦物都在海退期，經由弱氧及堿性環境下沉积在黑頁岩中。 
位於俄克拉荷馬州中南部阿巴克爾山脈東部的Bromide錳礦區，碳酸鹽也是礦床中最豐富的礦物，包括錳方解石、Mn-Ca-Fe-Mg碳酸鹽、鈣菱錳礦和錳鐵白雲石 (manganiferous ankerite)。這些錳礦產是經由溫暖的地下水從該地區沉積岩中浸出錳而沉積的.